# 銳齒鋸脂鯉
銳齒鋸脂鯉（学名：Serrasalmus serrulatus）為輻鰭魚綱脂鯉目脂鯉亞目锯脂鲤科的其中一個種。分布於南美洲亞馬遜河流域，體長可達19公分，棲息在底中層水域，生活習性不明。
其种加词“Serrulatus”意为“有小锯齿的”。